# Alphesiboea
Alphesiboea je v řecké mytologii jméno několika postav:
- Alphesiboea, matka Adónise
- Alphesiboea, dcera Fegea, manželka Alkmaióna
- Alphesiboea, dcera Biáse a manželka Peliá.
- Alphesiboea, nymfa do které se zamiloval bůh Dionýsa se kterým měla Medes